# Grégoire Lacroix
Pour les articles homonymes, voir Lacroix.
Grégoire Lacroix est un écrivain, journaliste et poète français né en 1933. Il est aussi auteur de chansons et membre de l'académie Alphonse-Allais.

## Ouvrages
- 2006 : Les Euphorismes de Grégoire
- 2007 : Les Douze "moi" de Grégoire : mon développement personnel est-il durable ?
- 2009 : Les Nouveaux Euphorismes de Grégoire
- 2011 : Euphorismes
- 2012 : Le Penseur malgré lui : on peut rire de tout mais on n'est pas obligé
- 2013 : On est toujours beau quand on est amoureux
- 2013 : On ne meurt pas d'une overdose de rêves
- 2013 : Un seul soleil, chacun son ombre : la nature humaine
- 2015 : Le Bictionnaire de Grégoire
- 2016 : Jazz band : Éros héros sept : rapports sectuels
- 2017 : 2006 : Les Euphorismes de Grégoire : tome 3
- 2017 : Les Patates parlantes
- 2018 : L'Enfer du Dossier Li : polar
- 2019 : Jeune depuis longtemps...
- 2019 : Il suffit d'une balle. Mais tout s'explique...